# Hellering-lès-Fénétrange
Pour les articles homonymes, voir Hellering (homonymie).
Hellering-lès-Fénétrange est une commune française située dans le département de la Moselle en région Grand Est.
Cette commune se trouve dans la région historique de Lorraine et fait partie du pays de Sarrebourg.

## Géographie
|             | Kirrberg Bas-Rhin        |                    |
| Bettborn    | Hellering-lès-Fénétrange | Gœrlingen Bas-Rhin |
| Oberstinzel | Sarraltroff              |                    |

Hellering-lès-Fénétrange est située sur la D 790 à 8 km au nord de Sarrebourg.

### Hydrographie
La commune est située dans le bassin versant du Rhin au sein du bassin Rhin-Meuse. Elle est drainée par le ruisseau le Bruchbach.
Le Bruchbach, d'une longueur totale de 19,3 km, prend sa source dans la commune de Bourscheid et se jette  dans l'Isch à Baerendorf en limite avec Kirrberg, après avoir traversé dix communes.

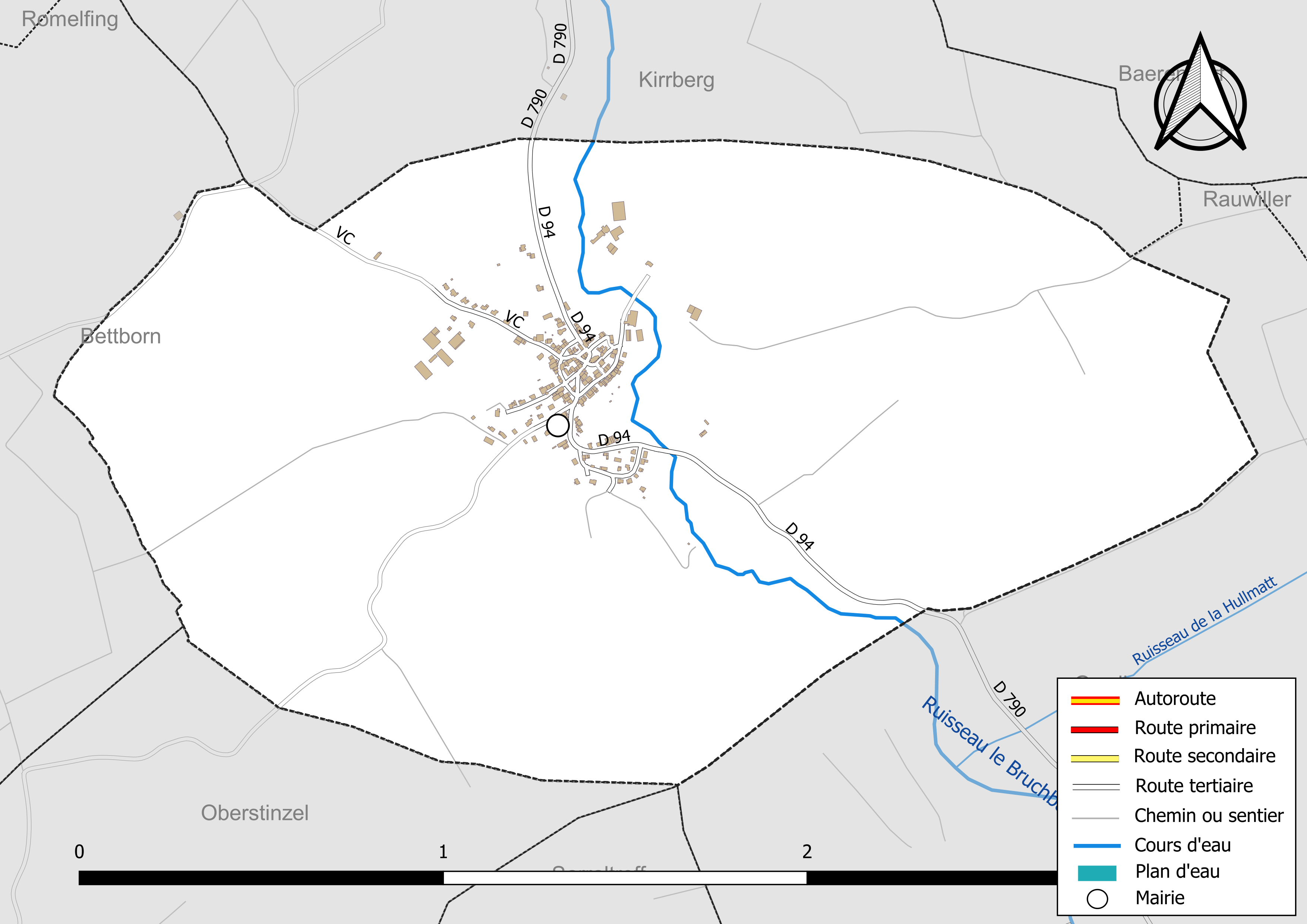
Réseaux hydrographique et routier d'Hellering-lès-Fénétrange.

La qualité du ruisseau le Bruchbach peut être consultée sur un site spécial géré par les agences de l’eau et l’Agence française pour la biodiversité.

### Climat
Pour des articles plus généraux, voir Climat du Grand Est et Climat de la Moselle.
En 2010, le climat de la commune est de type climat des marges montargnardes, selon une étude du Centre national de la recherche scientifique s'appuyant sur une série de données couvrant la période 1971-2000. En 2020, Météo-France publie une typologie des climats de la France métropolitaine dans laquelle la commune est exposée à un climat semi-continental et est dans la région climatique  Vosges, caractérisée par une pluviométrie très élevée (1 500 à 2 000 mm/an) en toutes saisons et un hiver rude (moins de 1 °C). 
Pour la période 1971-2000, la température annuelle moyenne est de 9,9 °C, avec une amplitude thermique annuelle de 17,1 °C. Le cumul annuel moyen de précipitations est de 988 mm, avec 12,4 jours de précipitations en janvier et 9,9 jours en juillet. Pour la période 1991-2020, la température moyenne annuelle observée sur la station météorologique de Météo-France la plus proche, « Berg », sur la commune de Berg à 12 km à vol d'oiseau, est de 10,4 °C et le cumul annuel moyen de précipitations est de 801,8 mm. 
La température maximale relevée sur cette station est de 37,4 °C, atteinte le 25 juillet 2019 ; la température minimale est de −16,8 °C, atteinte le 7 février 2012,,. 
Les paramètres climatiques de la commune ont été estimés pour le milieu du siècle (2041-2070) selon différents scénarios d'émission de gaz à effet de serre à partir des nouvelles projections climatiques de référence DRIAS-2020. Ils sont consultables sur un site spécial publié par Météo-France en novembre 2022.

## Urbanisme

### Typologie
Au 1er janvier 2024, Hellering-lès-Fénétrange est catégorisée commune rurale à habitat dispersé, selon la nouvelle grille communale de densité à sept niveaux définie par l'Insee en 2022.
Elle est située hors unité urbaine. Par ailleurs la commune fait partie de l'aire d'attraction de Sarrebourg, dont elle est une commune de la couronne,. Cette aire, qui regroupe 87 communes, est catégorisée dans les aires de 50 000 à moins de 200 000 habitants,.

### Occupation des sols
L'occupation des sols de la commune, telle qu'elle ressort de la base de données européenne d’occupation biophysique des sols Corine Land Cover (CLC), est marquée par l'importance des territoires agricoles (93,4 % en 2018), une proportion identique à celle de 1990 (93,4 %). La répartition détaillée en 2018 est la suivante : 
prairies (65 %), terres arables (28,4 %), zones urbanisées (6,6 %). L'évolution de l’occupation des sols de la commune et de ses infrastructures peut être observée sur les différentes représentations cartographiques du territoire : la carte de Cassini (XVIIIe siècle), la carte d'état-major (1820-1866) et les cartes ou photos aériennes de l'IGN pour la période actuelle (1950 à aujourd'hui).

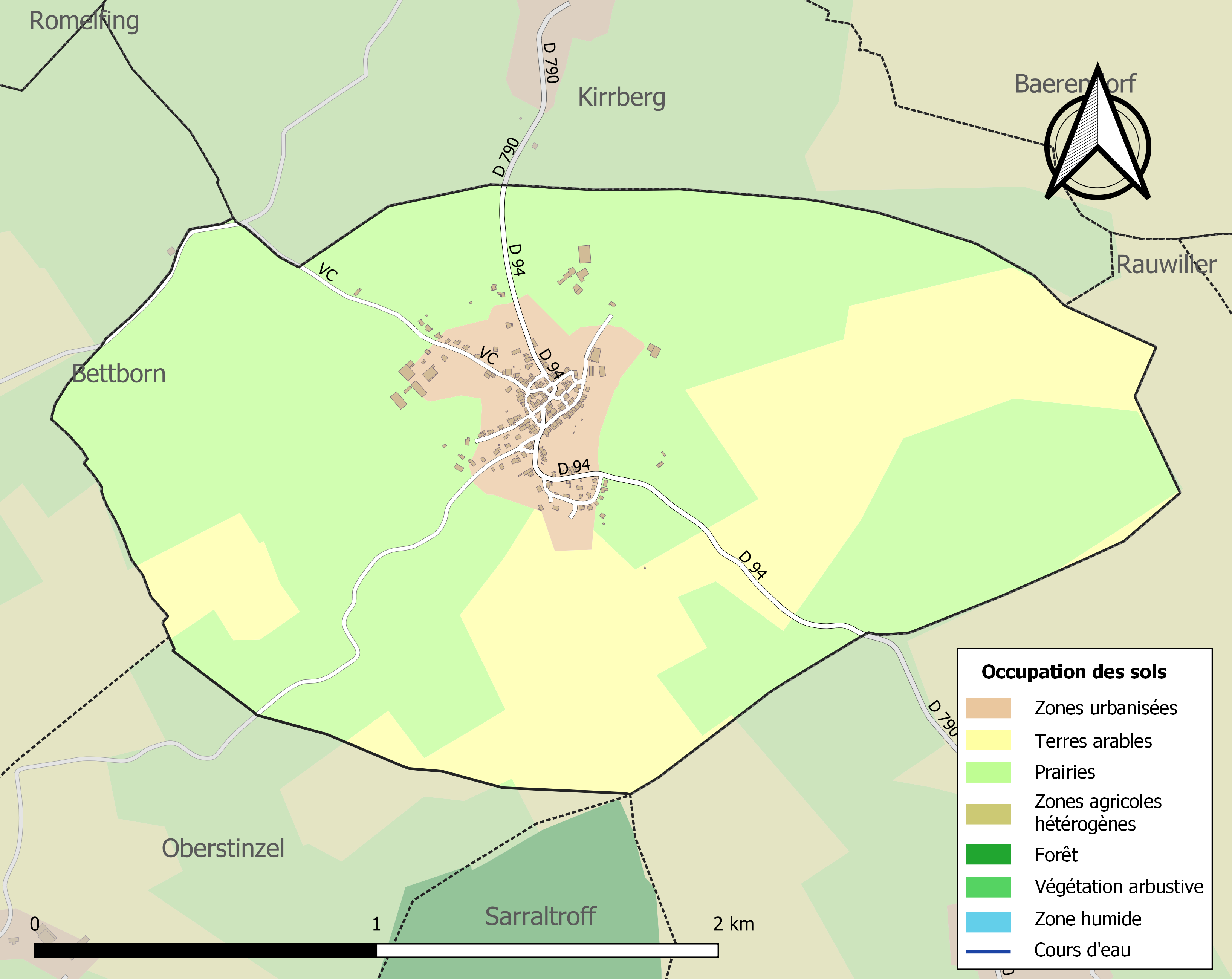
Carte des infrastructures et de l'occupation des sols de la commune en 2018 (CLC).

## Toponymie
- Veltharingen (vers 1050), Heleringa (1178), Welteringon (1178), Helgeringa (1297), Helgeringen (XVe siècle), Heilleringen et Helgering (1705), Hellering (1793), Heillering (1801 et carte de Cassini), Helleringen (1871-1918), Hellering-lès-Fénétrange (1961).

## Histoire
- Dépendait de la seigneurie de Fénétrange, puis de la principauté de Lixheim au XVIe siècle.

## Politique et administration
| Période                                  | Période   | Identité         | Étiquette | Qualité |
| ---------------------------------------- | --------- | ---------------- | --------- | ------- |
| Les données manquantes sont à compléter. |           |                  |           |         |
| mars 1989                                | mars 2001 | Rodolphe Fichter |           |         |
| mars 2001                                | ?         | Erwin Fichter    |           |         |
| mai 2020                                 | En cours  | Daniel Berger    |           |         |

## Démographie
L'évolution du nombre d'habitants est connue à travers les recensements de la population effectués dans la commune depuis 1793. Pour les communes de moins de 10 000 habitants, une enquête de recensement portant sur toute la population est réalisée tous les cinq ans, les populations de référence des années intermédiaires étant quant à elles estimées par interpolation ou extrapolation. Pour la commune, le premier recensement exhaustif entrant dans le cadre du nouveau dispositif a été réalisé en 2005.

En 2022, la commune comptait 188 habitants, en évolution de −2,08 % par rapport à 2016 (Moselle : +0,52 %, France hors Mayotte : +2,11 %).
| 1793 | 1800 | 1806 | 1821 | 1831 | 1836 | 1841 | 1846 | 1851 |
| ---- | ---- | ---- | ---- | ---- | ---- | ---- | ---- | ---- |
| 286  | 283  | 304  | 337  | 370  | 409  | 396  | 417  | 415  |

| 1856 | 1861 | 1871 | 1875 | 1880 | 1885 | 1890 | 1895 | 1900 |
| ---- | ---- | ---- | ---- | ---- | ---- | ---- | ---- | ---- |
| 378  | 372  | 347  | 361  | 347  | 318  | 322  | 334  | 334  |

| 1905 | 1910 | 1921 | 1926 | 1931 | 1936 | 1946 | 1954 | 1962 |
| ---- | ---- | ---- | ---- | ---- | ---- | ---- | ---- | ---- |
| 344  | 312  | 278  | 241  | 245  | 218  | 229  | 186  | 193  |

| 1968 | 1975 | 1982 | 1990 | 1999 | 2005 | 2006 | 2010 | 2015 |
| ---- | ---- | ---- | ---- | ---- | ---- | ---- | ---- | ---- |
| 193  | 177  | 160  | 168  | 157  | 165  | 175  | 208  | 196  |

| 2020 | 2022 | - | - | - | - | - | - | - |
| ---- | ---- | - | - | - | - | - | - | - |
| 192  | 188  | - | - | - | - | - | - | - |

## Culture locale et patrimoine

### Lieux et monuments

#### Édifices civils
- Vestiges de villas romaines.
- Ruines d'un château XIVe siècle.

#### Édifices religieux

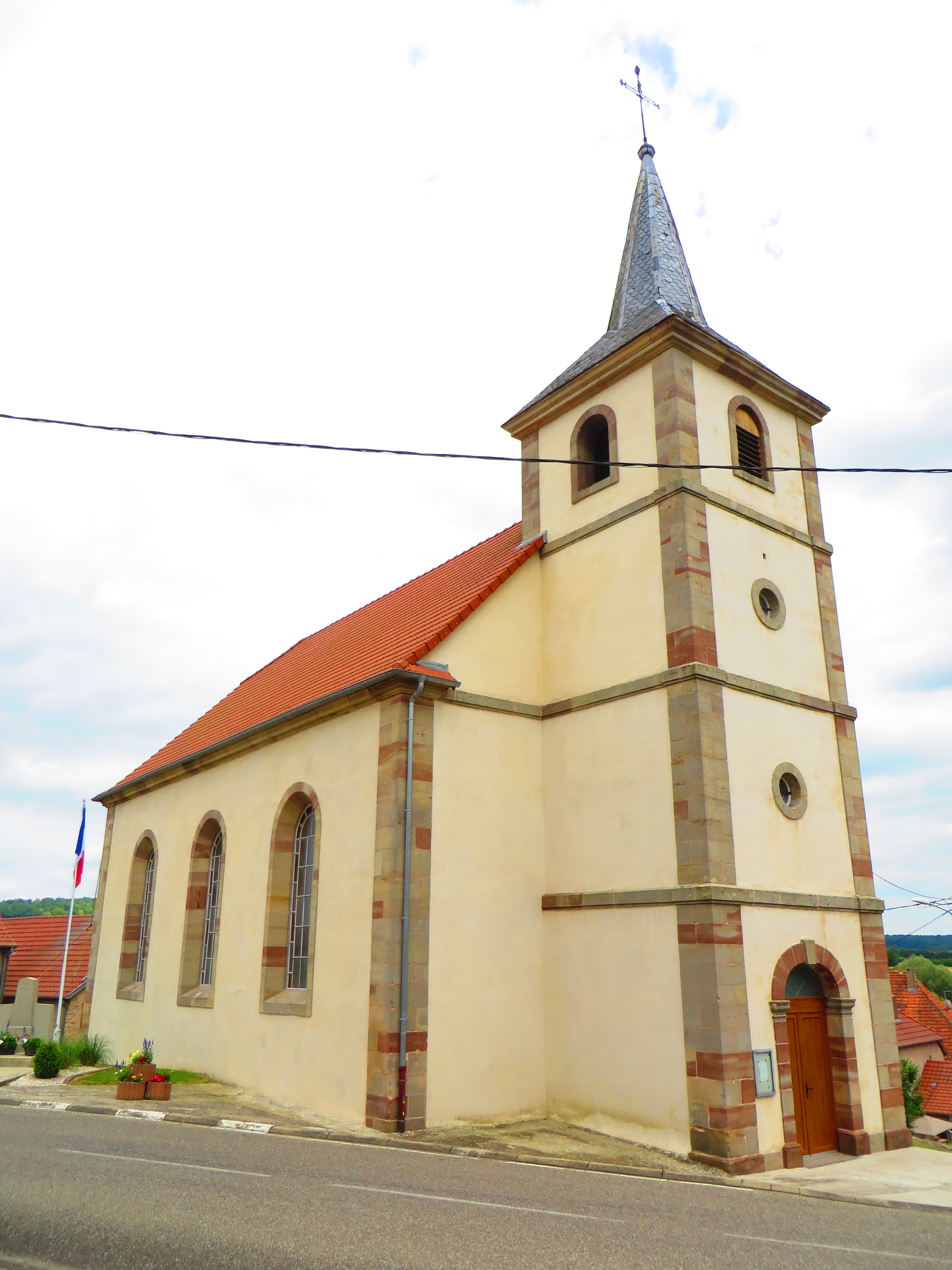
Temple Protestant

- Église Saint-Martin néo-gothique 1877 : autels et fonts XVIIIe siècle.
- Temple protestant réformé, rue Principale construit en 1786 (servit aux deux cultes de 1816 à 1878) par un décret napoléonien qui érigea l'église en simultaneum.

### Héraldique
| Blason de Hellering-lès-Fénétrange | Blason  | D'argent à la croix pattée et alésée de sable; chapé d'azur chargé de deux roses d'or. |
| Blason de Hellering-lès-Fénétrange | Détails | Le statut officiel du blason reste à déterminer.                                       |